# Антоній (Пельвецький)
Архієпископ Антоній (в миру Антоній Андрійович Пельвецький; нар. 27 січня 1897, село Нагірянка, Галичина, Австро-Угорщина — 3 лютого 1957, Станіслав) — архієрей Українського екзархату Російської православної церкви, архієпископ Станіславський і Коломийський РПЦ.

## Життєпис
Народився 27 січня 1897 року в селі Нагірянка (нині Чортківського району Тернопільської області) в бідній греко-католицькій селянській родині. Закінчив школу в селі Ягільниця і 1908 року вступив до гімназії у Вижниці на Буковині, проте був змушений перервати навчання через початок Першої світової війни. Завершивши середню освіту після закінчення війни, вступив до греко-католицького монастиря у Крехові, однак через стан здоров'я пробув там лише шість місяців.
1921 року виїхав до Риму для отримання богословської освіти, звідки через два роки повернувся й у Станіславі закінчив духовну семінарію.
1925 року, лишаючись неодруженим, прийняв священство і був призначений викладачем закону божого у Надвірній, а потім у смт. Печеніжин.
1930 року отримав призначення настоятелем церкви в селі Старі Петликівці, а в 1935 році — настоятелем церкви в селі Пробіжна. Проповідував, організовував у парафіях сільські торгові кооперативи, заснував притулки для дітей-сиріт та пристарілих.
1938 року став настоятелем церкви в Копичинцях, а також благочинним Гусятинського округу.

## В складі СРСР
Після окупації Галичини радянськими військами 1944 року репресії щодо греко-католиків, розпочаті під час першої окупації Галичини в 1939—1941 рр., відновились. В квітні 1945 агенти КДБ арештували станіславівського єпископа УГКЦ Григорія Хомишина. На його місце окупаційна влада призначила Антонія Пельвецького. Стає діяльним членом ініціативної групи по возз'єднанню з РПЦ.
Ухвалою синоду РПЦ від 19 лютого 1946 року, адміністратор о. Антоній був призначений єпископом Станіславським і Коломийським.
23 лютого 1946 року в Воздвиженській церкві Києво-Печерської лаври митрополитом Київським РПЦ Іоанном (Соколовим), екзархом України, був возз'єднаний з православною Церквою в числі 30 священиків — членів ініціативної групи. У той же день пострижений у чернецтво.
24 лютого 1946 року у Володимирському соборі Києва Патріаршим Екзархом всієї України Митрополитом Київським і Галицьким РПЦ Іоанном (Соколовим), єпископом Львівським і Тернопільським РПЦ Макарієм (Оксіюком), єпископом Мукачівським і Ужгородським Нестором (Сидоруком) і єпископом Волинським і Рівненським РПЦ Варлаамом (Борисевичем) рукоположений в єпископа Станіславського і Коломийського.
8-10 березня відбувся неканонічний та не визнаний Ватиканом Львівський Псевдособор з ліквідації Брестської унії, в роботах якого брав живу і діяльну участь єпископ Антоній.
Постановою Священного Синоду від 24 жовтня 1954 був зведений в сан архієпископа РПЦ.
З 19 жовтня 1955 року по 27 вересня 1956 — тимчасовий керуючий Дрогобицької і Самбірської єпархією РПЦ.
Помер 3 лютого 1957 від серцевого нападу.
Відспівування і поховання були вчинені 7 лютого архієпископом Львівським і Тернопільським РПЦ Палладієм (Камінським) з собором архіпастирів і пастирів при великому скупченні народу.